# إنتاكابون
إنتاكابون هو دواء يعمل على تثبيط الإنزيم ناقلة ميثيل-O الكاتيكول(COMT) .لذلك يستخدم انتاكبون في علاج مرض الباركينسون .
عندما يعطى مقترنا مع عامل دوباميني مثل (L-dopa) انتاكبون يمنع COMT من تحطيم L-dopa إلى المركب: 3-ميثوكسي-4 هيدروكسي-ل-فينيل ألانين3-OMD) )في الأطراف، وهذا الأخير لا يعبر الحاجز الدموي الدماغي (BBB) بسهولة.
صيدلانيا، انتاكبون هو مشابه نوعا ما لـ كاربيدوبا أو بينسيرازايد (carbidopa or benserazide) في أنه مثبط للانزيم الذي يحول L-dopa إلى مركب لا يستطيع عبور الحاجز الدموي الدماغي.
كاربيدوبا وبينسيرازايد يثبطان الإنزيم الذين ينزع الكابربوكسل(aromatic L-amino acid decarboxylase) وهو الذي يحول L-dopa إلى دوبامين والذي بدوره لا يستطيع عبور الحاجز الدموي الدماغي.
الانتاكبون هو عضو في مجموعة الادوية التي تدعى نيتروكاتيكولات.

## الآثار الجانبية
أكثر الآثار الجانبية غير المرغوبة تحدث بسبب عمل إنتاكبون على زيادة تأثير ال “L-dopa”, مثل الحركة اللاإرادية (dyskinesiasis ) ويحدث هذا بشكل أكبرعند بداية العلاج بدواء انتاكبون. الآثار الجانبية الشائعة الأخرى:المشاكل المعوية ، وتشمل الغثيان والام البطن. الإسهال غالبا ما يتم الشكوى منه وقد يكون مزعجا بحيث يتسبب في فحوصات غير ضرورية، ولكنه يزول سريعا عند وقف استخدام هذا الدواء. انتاكبون قد يتسبب في تحول لون البول إلى بني محمر.هذا أثر جانبي غير مؤذ وليس سببا يدعو للقلق. في بعض الدراسات على انتاكبون، عبر بعض الأشخاص عن شعورهم بجفاف الفم.

## العلامات التجارية
انتاكبون مطور من شركة اوريون فارما [الإنجليزية](orion pharma), ومسوق من قبل شركة نوفارتيس Novartis بالاسم التجاري COMTan في الولايات المتحدة الأمريكية.
ستاليفو (STALEVO) هو اسم تجاري آخر مطور من شركة اوريون فارما ومسوق من شركة نوفارتيس ويحتوي على انتاكبون بالإضافة إلى كاربيدوبا (carbidopa) وليفودوبا (levodopa) (والاخيران هما المادة الفعالة في دواء سينميت).